# Jacques Stotzem

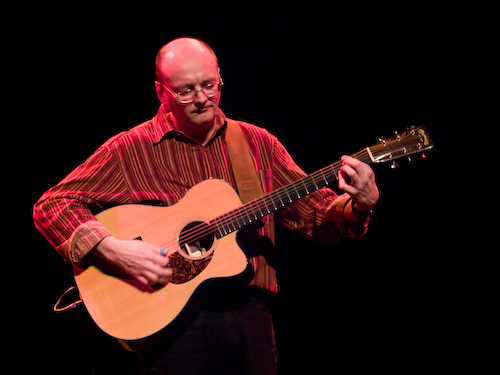
Jacques Stotzem

Jacques Stotzem (Verviers, 1959) is een Belgische akoestische gitarist. Hij heeft 3 vinyl albums en 10 cd's opgenomen, en werkte mee met talrijke muzikale projecten en artiesten.
Nadat hij op zijn zestiende de Amerikaanse gitarist Stefan Grossman op tv zag, leerde hij zichzelf gitaar spelen. Op zijn negentiende werd hij een professionele gitarist. Hij speelde eerst in enkele bands als begeleider, daarna begon hij met een solocarrière.
Jacques Stotzem heeft zijn persoonlijke harmonisch verfijnde stijl gecreëerd; hierbij combineerde hij elementen van onder andere blues, jazz, rock en folk. 
Jacques Stotzem werd een frequente gast op de meest belangrijke Europese en Amerikaanse festivals. Hij gaf ook optredens in onder andere China, Japan en Taiwan.
In 2003 introduceerde het Noord-Ierse bedrijf Avolon Guitars een "Jacques Stotzem Signature"-gitaarmodel.
Sinds 2006 maakte ook het befaamde "C. F. Martin & Company" een "OCM Jacques Stotzem Custom Edition".
Samen met Francis Geron is Jacques Stotzem medeoprichter van het Verviers Gitaarfestival.

## Discografie
Cd's
- 2019 - Places We Have Been
- 2017 - The Way To Go
- 2015 - 25 "Acoustic Music" Years
- 2015 - To Rory
- 2013 - Catch The Spirit II
- 2011 - Lonely Road
- 2008 - Catch The Spirit
- 2007 - Simple Pleasure
- 2006 - Colours Of Turner - duet met Andre Klenes (double bass)
- 2005 - In Concert - 2005 (Live)
- 2002 - Sur Vesdre
- 1999 - Connections - met Jacques Pirotton (guitar) en Thierry Crommen (harmonica)
- 1997 - Fingerprint - met Thierry Crommen (saxophone)
- 1996 - Different Ways - duet met Thierry Crommen (harmonica)
- 1994 - Two Bridges - met Thierry Crommen (harmonica)
- 1992 - Straight On
- 1990 - Clear Night

Vinyl albums
- 1988 - Words from the heart
- 1985 - Training
- 1982 - Last thought before sleeping

Dvd's
- 2004 - Jacques Stotzem in Taiwan

Andere werken
- 2006 - Sophie Galet - Cyclus
- 2005 - Miam Monster Miam - Soleil Noir
- 2003 - Miam Monster Miam - Forgotten Ladies
- 1997 - Marcel Dadi - Hommage
- 1994 - CD Paysages Acoustiques - "10e édition des Stages Internationaux de Musique".